# Tidsskrift
 Der er for få eller ingen kildehenvisninger i denne artikel, hvilket er et problem. Du kan hjælpe ved at angive troværdige kilder til de påstande, som fremføres i artiklen.

Et tidsskrift er et periodisk udgivet skrift indeholdende artikler omhandlende et mere eller mindre afgrænset emne. 
Som synonym for tidsskrifter, der udkommer med et fast interval, bruges ofte periodika (flertal af periodikum). Udkommer et tidsskrift med ét nummer om året, betegnes det ofte årbog. Visse kategorier af tidsskrifter betegnes magasiner og omtales generelt som ugeblade og månedsblade, afhængigt af deres udgivelsesfrekvens. 
Et tidsskrift kan være forbeholdt medlemmerne af en forening eller en interessegruppe, så man modtager det som en del af medlemskabet. Andre tidsskrifter kan man abonnere på eller købe i løssalg.
Et tidsskrift kan også være politisk relateret, og kan eksempelvis være en partiavis eller et medlemsblad fra et politisk parti, der igennem dette kan kommunikere med medlemmerne og få sine politiske holdninger publiceret.
Det første danske tidsskrift var Nye Tidender om lærde Sager, der begyndte at udkomme i 1720. Efter talrige navneskift endte det sine dage som Dansk Litteratur-Tidende i 1836.
Et tidsskrift kan identificeres entydigt ved hjælp af dets ISSN.